# Agapetus hadimensis
Agapetus hadimensis là một loài Trichoptera trong họ Glossosomatidae. Chúng phân bố ở miền Cổ bắc.